# No first use
No first use (NFU) è un principio secondo il quale una potenza nucleare si impegna a non utilizzare armi nucleari come mezzo di guerra a meno che non venga prima attaccata da un paese nemico con armi nucleari. Questo concetto è applicato anche alla guerra chimica e biologica nel caso della politica NFU dell'India.
Durante la guerra fredda, la NATO respinse ripetutamente le richieste per l'adozione della politica NFU, sostenendo che l'attacco nucleare preventivo fosse un'opzione chiave, al fine di avere un deterrente credibile per compensare la schiacciante superiorità delle armi convenzionali di cui disponeva l'Armata Rossa. L'Unione Sovietica aderì alla politica NFU nel 1982, con l'allora presidente Leonid Brežnev, ma la Russia ha rinunciato all'impegno nel 1993.
Pakistan, Federazione Russa, Regno Unito, Stati Uniti, Francia, e la NATO si oppongo attualmente alla politica del NFU.

## Paesi che aderiscono al NFU

### Cina
La Cina è diventata la prima nazione a proporre e ad aderire alla politica del NFU quando ha ottenuto capacità nucleari nel 1964, affermando che non sarà mai la prima "a usare armi nucleari in qualsiasi momento o circostanza". Durante la guerra fredda la Cina decise di mantenere piccole le dimensioni del suo arsenale nucleare, piuttosto che competere in una corsa internazionale agli armamenti con gli Stati Uniti d'America e l'Unione Sovietica. La Cina ha ripetutamente riaffermato la sua politica del NFU nel 2005, 2008, 2009 e di nuovo nel 2011. La Cina ha anche costantemente invitato gli Stati Uniti ad adottare una politica di NFU, a raggiungere un accordo NFU bilateralmente con la Cina e a concludere un accordo NFU tra i cinque Stati dotati di armi nucleari. Gli Stati Uniti hanno ripetutamente rifiutato questi inviti.

### India
L'India ha adottato per la prima volta una politica di NFU dopo i suoi secondi test nucleari, Pokhran-II, nel 1998. Nell'agosto 1999, il governo indiano ha pubblicato una bozza della dottrina in cui si afferma che le armi nucleari servono esclusivamente per la deterrenza. Il documento sostiene che l'India "non sarà la prima ad avviare un primo attacco nucleare, ma risponderà con ritorsioni punitive se la deterrenza fallisce" e che le decisioni per autorizzare l'uso di armi nucleari sarebbero prese dal primo ministro o da un suo "designato successore". Secondo la National Research Development Corporation, nonostante l'escalation delle tensioni tra India e Pakistan nel 2001-2002, l'India è rimasta impegnata nella sua politica di NFU. L'India sta sviluppando una dottrina nucleare basata su una "deterrenza minima credibile".
In un discorso al National Defense College il 21 ottobre 2010 del consigliere per la sicurezza nazionale indiano, Shivshankar Menon, la formulazione è stata cambiata da "nessun primo utilizzo" a "nessun primo utilizzo contro stati non dotati di armi nucleari", ma alcuni sostengono che non si trattava di un cambiamento sostanziale ma di "un innocente errore tipografico o lessicale nel testo del discorso". Il primo ministro Modi, prima delle recenti elezioni politiche, ha ribadito l'impegno per una politica di NFU. Nell'aprile 2013, Shyam Saran, presidente del National Security Advisory Board, ha affermato che, indipendentemente dalle dimensioni di un attacco nucleare contro l'India, sia esso un'arma nucleare tattica o un'arma nucleare strategica, l'India risponderà in modo massiccio. Ciò venne dichiarato in risposta ai rapporti secondo cui il Pakistan aveva sviluppato un'arma nucleare tattica nel tentativo di evitare presumibilmente una ritorsione indiana secondo il NFU. Il 10 novembre 2016, il ministro della Difesa indiano Manohar Parrikar ha messo in dubbio la politica del NFU dell'India asserendo che il paese non dovrebbe "legarsi" le mani con tale dottrina, in quanto esso sarebbe una "potenza nucleare responsabile". Parrikar ha chiarito successivamente che era la sua opinione personale.
Il ministro della Difesa indiano Rajnath Singh, parlando in occasione dell'anniversario della morte dell'ex primo ministro Atal Bihari Vajpayee il 16 agosto 2019, ha affermato che la politica NFU dell'India potrebbe cambiare a seconda delle "circostanze".
Analisi accademiche sulla postura nucleare dell'India puntano verso un possibile abbandono futuro, o una maggiore ambiguità, della sua politica NFU.

### Corea del Nord
Il leader supremo Kim Jong-un, nel 2016, aveva minacciato di attaccare preventivamente gli Stati Uniti usando armi nucleari durante le annuali esercitazioni militari congiunte USA-Corea del Sud vicino alla penisola coreana. Qualche mese più tardi, durante il 7º Congresso del Partito dei Lavoratori della Corea, la posizione di Kim Jong-un è cambiata, il quale ha asserito che la Corea del Nord "non userà per prima le armi nucleari a meno che le forze ostili aggressive non utilizzino armi nucleari" in una ipotetica invasione del paese.

## Paesi contrari al NFU
Pakistan, Federazione Russa, Regno Unito, Stati Uniti e Francia affermano che useranno armi nucleari contro potenze nucleari o non nucleari solo in caso di invasione o altro attacco contro il proprio territorio o contro uno dei loro alleati. Storicamente, la strategia militare della NATO, tenendo conto della superiorità numerica delle forze convenzionali del Patto di Varsavia, presupponeva che le armi nucleari tattiche avrebbero dovuto essere utilizzate per sconfiggere un'ipotetica invasione sovietica.
Al 16° vertice NATO nell'aprile 1999, la Germania propose che la NATO adottasse una politica NFU, ma la proposta fu respinta.

### Federazione Russa
La Federazione Russa descrive la sua intera dottrina militare come dottrina militare difensiva. Per quanto riguarda specificamente le armi nucleari, la Russia si riserva il diritto di utilizzare armi nucleari:
- in risposta all'uso del nucleare e di altri tipi di armi di distruzione di massa contro di essa o contro i suoi alleati.
- in caso di aggressione contro la Russia con l'uso di armi convenzionali quando l'esistenza stessa dello Stato è minacciata.[32]

La nuova dottrina militare del 2014 non si discosta da questa posizione.
Una particolarità della dottrina nucleare russa è il concetto di "escalate to de-escalate", ovvero la convinzione che un primo colpo nucleare "counterforce", ovvero indirizzato contro lo strumento nucleare avversario, possa costringere la controparte a sedersi al tavolo delle trattative, trovandosi con un deterrente nucleare estremamente danneggiato.
Con le modifiche introdotte per decreto da Putin il 19 novembre 2024 la Russia si riserva il diritto di utilizzare le armi nucleari contro un Paese che assiste un altro che, pur non essendo una potenza nucleare, sia in conflitto contro la Russia, minacciando realmente la sua integrità territoriale. La modifica arriva nel giorno in cui l'Ucraina ha impiegato per la prima volta missili ATACMS a lungo raggio in territorio russo.

### Regno Unito
Nel marzo 2002, il segretario di stato per la difesa del Regno Unito Geoff Hoon ha dichiarato che il Regno Unito era pronto a usare armi nucleari contro "stati canaglia" come l'Iraq se mai avessero usato "armi di distruzione di massa" contro le truppe britanniche sul campo. Questa politica è stata riformulata nel febbraio 2003. Nell'aprile 2017 il segretario alla Difesa Michael Fallon ha confermato che il Regno Unito avrebbe utilizzato armi nucleari in un "attacco iniziale preventivo" nelle "circostanze più estreme". Fallon ha affermato in una risposta parlamentare che il Regno Unito non ha una politica né di "primo colpo nucleare" né di NFU, in modo che i suoi avversari non sappiano quando il Regno Unito lancerà attacchi nucleari.

### Stati Uniti
Gli Stati Uniti si sono rifiutati di adottare una politica di NFU e affermano che "si riservano il diritto di utilizzare" per primi le armi nucleari in caso di conflitto. La dottrina statunitense per l'uso delle armi nucleari è stata rivista più di recente nella Nuclear Posture Review, pubblicata il 6 aprile 2010. La revisione riduce il ruolo delle armi nucleari statunitensi: "Il ruolo fondamentale delle armi nucleari statunitensi, che continuerà finché esisteranno le armi nucleari, è quello di scoraggiare l'attacco nucleare contro Stati Uniti, ai nostri alleati e partner". La dottrina degli Stati Uniti include anche la seguente garanzia ad altri stati: "Gli Stati Uniti non useranno né minacceranno di usare armi nucleari contro stati non nucleari che sono parti del TNP e in conformità con i loro obblighi di non proliferazione nucleare".
Per gli stati idonei per la garanzia, gli Stati Uniti non utilizzerebbero armi nucleari in risposta a un attacco chimico o biologico, ma affermano che i responsabili di tale attacco sarebbero ritenuti responsabili e affronterebbero la prospettiva di una devastante risposta militare convenzionale. Anche per gli stati che non possono beneficiare della garanzia, gli Stati Uniti prenderebbero in considerazione l'uso di armi nucleari solo in circostanze estreme per difendere gli interessi vitali degli Stati Uniti o dei suoi alleati e partner. La Nuclear Posture Review osserva inoltre: "È nell'interesse degli Stati Uniti e di tutte le altre nazioni che il record di quasi 65 anni di non utilizzo nucleare venga esteso per sempre".
Questo sostituisce la dottrina dell'amministrazione di George W. Bush esposta in "Dottrine for Joint Nuclear Operations" e scritta sotto la direzione del generale dell'aeronautica Richard Myers, presidente del Joint Chiefs of Staff. La nuova dottrina prevede che i comandanti richiedano l'approvazione presidenziale per utilizzare armi nucleari per prevenire un attacco da parte di una nazione o di un gruppo terroristico utilizzando armi di distruzione di massa. Il progetto include anche la possibilità di utilizzare armi nucleari per distruggere le scorte nemiche conosciute di armi nucleari, biologiche o chimiche.
Nell'agosto 2016, il presidente Barack Obama avrebbe considerato l'adozione di una politica di NFU. Obama sarebbe stato convinto da diversi funzionari del governo che il NFU avrebbe scosso gli alleati degli Stati Uniti, decidendo quindi di non adottare tale politica.
Nel 2017, ci sono state richieste per l'approvazione del Congresso sia per richiedere un attacco nucleare preventivo, sia che per vietarlo del tutto e imporre una politica NFU.

### Pakistan
Il ministro degli Esteri pakistano Shamshad Ahmad ha avvertito che se il Pakistan sarà invaso o attaccato, utilizzerà "qualsiasi arma nel suo arsenale" per difendersi.
Il consigliere per la sicurezza nazionale del Pakistan Sartaj Aziz ha difeso la politica del "primo colpo nucleare".  Aziz ha affermato che tale dottrina del Pakistan è di natura del tutto deterrente. Ha spiegato che è stato efficace dopo l'attacco del Parlamento indiano del 2001 e ha sostenuto che se il Pakistan avesse avuto una politica di NFU, ci sarebbe stata una grande guerra tra i due paesi.

### Israele
Sebbene Israele non confermi o neghi ufficialmente di avere armi nucleari, è opinione diffusa che il paese ne sia in possesso. Questa posizione ambigua non permette al paese di dichiarare di aderire o meno a una politica di NFU, in quanto ciò confermerebbe il loro possesso di armi nucleari.
Israele ha affermato che "non sarebbe il primo paese del Medio Oriente a introdurre formalmente armi nucleari nella regione".
Se l'esistenza stessa di Israele è minacciata, alcuni ipotizzano che Israele utilizzerebbe una "Opzione Sansone", una strategia di deterrenza di massiccia ritorsione con armi nucleari. Secondo lo storico israeliano Avner Cohen, la politica israeliana sulle armi nucleari, stabilita nel 1966, ruota attorno a quattro "linee rosse" che potrebbero portare a una risposta nucleare israeliana:
- Una penetrazione militare riuscita nelle aree popolate all'interno dei confini di Israele.
- La distruzione dell'aeronautica militare israeliana.
- Le città israeliane sono sottoposte a massicci e devastanti bombardamenti aerei, attacchi chimici o attacchi biologici.
- L'uso di armi nucleari contro Israele.[59]